# Kellner Dániel
Kellner Dániel (Csongrád, 1895. május 9. – Budapest, 1955. március 3.) orvos, bel- és ideggyógyász, a rendszeres sportorvosi szolgálat megszervezője.

## Élete
Kellner Ferenc kereskedő és Engel Róza gyermekeként született. Középiskolai tanulmányait a szegedi Kegyes tanítórendi katolikus gimnáziumban végezte, majd a Budapesti Tudományegyetem hallgatója lett. Az első világháborúban az orosz fronton szolgált. 1920-ban szerezte meg orvosi oklevelét, s ezt követően mint a II. számú Belklinika tanársegédje, majd mint kórházi belgyógyász működött. 1942-től a Pesti Izraelita Hitközség gyermekkórházában dolgozott. Gyógyító tevékenységével párhuzamosan kutatómunkát is végzett. 1945-ben megszervezte az első belgyógyászati és sebészeti sportorvosi rendelést. 1946-tól a Népjóléti Minisztérium Sportegészségügyi Osztályának vezetője, később az Alkotás utcai Állami Kórházból szervezett Sportkórház főorvosa, illetve az Egészségügyi Dolgozók Szakszervezete sportorvosi szakcsoportjának főtitkára volt. Számos előadást tartott, szakcikket, könyvet írt és fordított a sportegészségügy témaköréből. Alapítója, szerkesztője és állandó munkatársa volt a Sportorvos című folyóiratnak (1933–47), illetve 1945-től tagja az Orvosok Lapja szerkesztőbizottságának. Fiatalkorában tagja és elnöke volt a Szegedi Gyorsírók Egyesületének és gyorsíróként számos díjat nyert.
Felesége Ambrus Márta (1899–1950) volt, dr. Ambrus Endre és Beregi Ilona lánya, akit 1925. január 20-án Budapesten, az Erzsébetvárosban vett nőül.
A Kozma utcai izraelita temetőben nyugszik.
1955-ben a Testnevelési Tudományos Tanács egészségügyi főbizottságának tagja.

## Főbb művei
- Mit kell a sportolónak saját testéről tudnia? A sport orvosi vonatkozásai (Budapest, 1928)
- A here lokális ingertherapiája (Budapest, 1936)
- A Nobel-díjas orvosok élete és munkássága (Budapest, 1937, 2. bővített kiadás: Budapest 1939)
- Sportegészségügyi ismeretek az általános iskolai tanerők részére (Budapest, 1948)
- Az egyes sportágak egészségügyi jelentősége (Az általános iskolai tanerők, sportoktatók és sportolók számára, Budapest, 1950)
- Munka, pihenés, sport (Budapest, 1952)
- Sportegészségügyi ismeretek: a sport orvosi vonatkozásai: edzők, sportoktatók és sportolók részére (Bíró Andrással, Budapest, 1954)